# Carl Fredrik Ridderstad
Carl Fredrik Ridderstad, född 18 oktober 1807 på Riddersholm i Rådmansö socken, Stockholms län, död 12 augusti 1886 i Linköping, var en svensk tidningsredaktör, författare och riksdagspolitiker. Han var far till Wilhelm och Anton Ridderstad.

## Bakgrund
Carl Fredrik Ridderstad föddes på Riddersholm i Rådmansö socken som son till Carl Fredrik Ridderstad, som var hovstallmästare hos drottning Sofia Magdalena, och Maria Charlotta Hedvig Wallenstråle.

## Karriär
Han blev 1821 kadett vid Karlberg, där hans poetiska gåvor uppmärksammades av dåvarande lektorn Anders Abraham Grafström. Som fänrik vid Hälsinge regemente utgav han åtskilliga poetiska arbeten, dels i kalendrar, dels särskilt under signaturen Rdd, såsom Tidsrunor (1831), Tids- och krigsbilder (1837) och Ungdomsbilder (1838), i han gjorde sig till tolk för den nya tiden - efter julirevolutionen - och gav uttryck åt dess idéer i en frasfylld och bildslösande form. Han slöt som ung fostbrödraskap med den norske skalden Henrik Wergeland.
År 1839 blev han löjtnant, men tog redan 1840 avsked för att uteslutande ägna sig åt författandet. Samma år utgav han tillsammans med Sturzen-Becker "Tidning för Stockholms län" i Norrtälje, men flyttade redan på hösten sin verksamhet till Linköping, där han blev medutgivare av "Östgöta Correspondenten", som Henrik Bernhard Palmær då innehade, men som denne icke orkade redigera. Ridderstad övertog 1843 ensam denna tidning, som under hans ledning blev ett av Sveriges mest ansedda landsortsblad. Till en början uppträdde Ridderstad med mycken iver för landsortspressens självständighet i förhållande till Aftonbladet. Han tillhörde "den nya tiden" och uppträdde frimodigt för dess idéer.

## Politik
Som ledamot av ridderskapet och adeln bevistade Ridderstad riksdagarna 1844, 1847, 1850 och 1856, var reformsällskapets i Östergötland ombud vid allmänna reformmötet i Örebro 1849–1850, riksdagsman i borgarståndet 1859, var han en av de förste adelsmän, som inträdde däri, samt senare 1862/63. Vid ståndsriksdagen 1865–1866 företrädde han borgerskapet i Linköping och Vadstena, liksom han representerade Linköpings valkrets i riksdagens andra kammare 1867–69. Ridderstad tillhörde den liberala sidan, men spelade ingen större roll vare sig i ståndet eller kammaren. I motsats till de flesta andra av de gamla liberalerna sympatiserade han med lantmannapartiet. Mot slutet av sitt liv blev Ridderstad utpräglat konservativ samt övergav sina förra frihandelsåsikter och lämnade även i andra avseenden sin ungdoms åskådning, ej minst rörande unionen.

## Författarskap

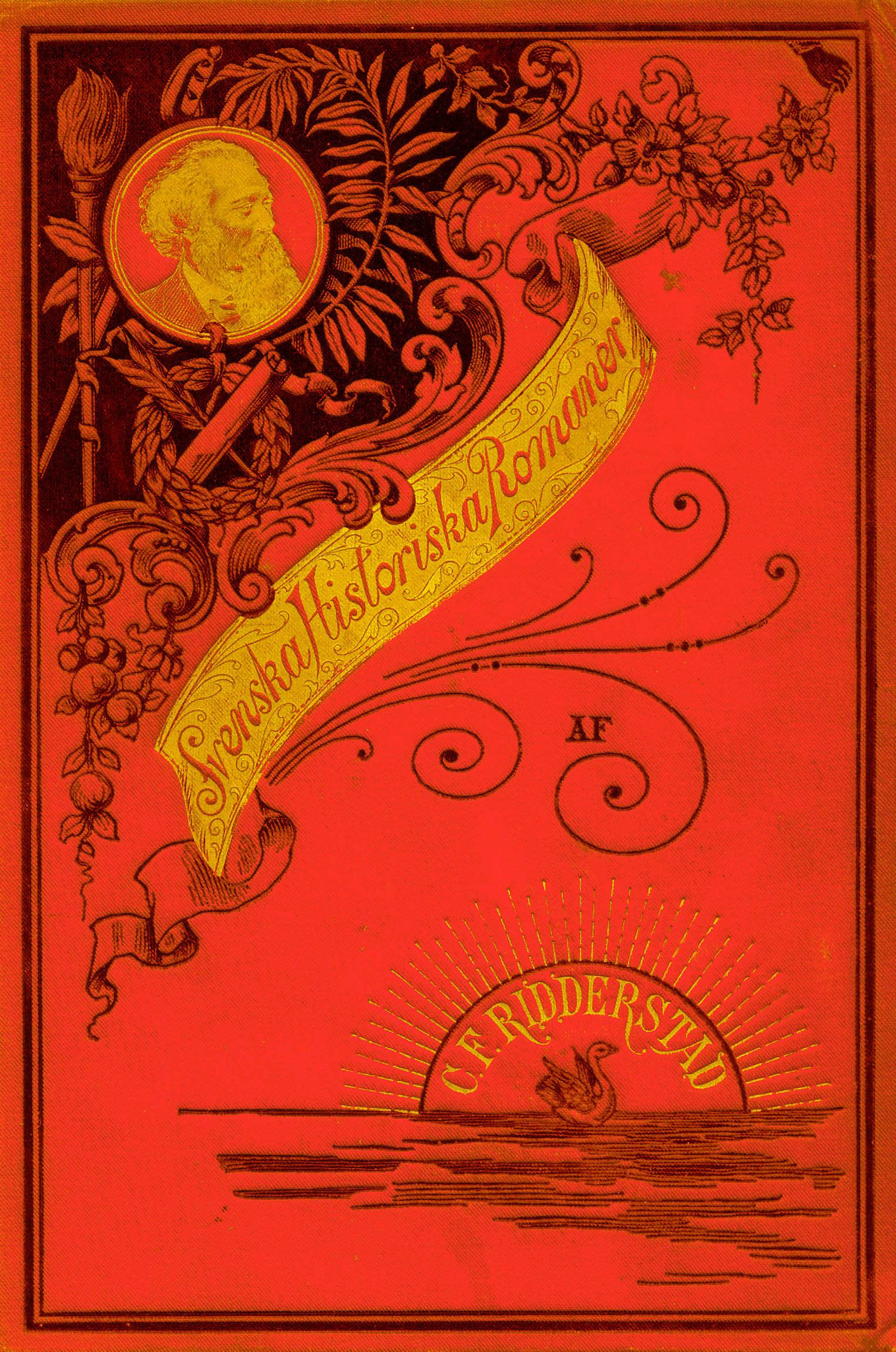
Svenska historiska romaner af C. F Ridderstad. Illustrerat klotband 1888.

### Diktning
Vid sidan av sin tidningsmannaverksamhet fortfor Ridderstad att ägna sig åt en vitter alstring av ganska omfångsrikt slag. Redan tidigt förekom smärre dramatiska arbeten bland hans dikter. Större dylika lämnade Ridderstad i de i Stockholm uppförda historiska skådespelen Karl IX (1847) och Syskonen eller Hattarnes och mössornas strid (1848), i den sceniska monologen Carl XII vid Fredrikshall (1848) samt tvåaktskomedien Allas onkel (1848). Ej uppfört blev skådespelet Drottning Kristina i Italien (1848).

### Romanförfattare
Mycket större popularitet vann Ridderstad som romanförfattare. Han författade han de historiska romanerna Svarta handen (1848), vars hjälte är Axel von Fersen d.y., Drabanten (1850) och Fursten (1852), som båda behandlar tiden efter Gustav III:s död, samt Drottning Lovisa Ulrikas hof (1855–1856), i vilken händelserna 1756 utgör kärnan.
Ridderstad, som var starkt påverkad av Eugène Sue, skrev också i dennes smak den rafflande Samvetet eller Stockholmsmysterier (3 delar, 1851) samt Fader och son (1852–53). Alla dessa romaner översattes till tyska. Hans Samlade skrifter utgavs 1877–1881, och av hans historiska romaner utkom en gottköpsupplaga 1888. Redan långt förut hade Ridderstad offentliggjort sina Samlade dikter (3 bd, 1856–1862), men dessutom både förut och efteråt utgett strödda poem och poetiska skrifter. Som historisk samlare uppträdde Ridderstad genom att utge Gömdt är icke glömdt (1846–1853) och Minnen från äldre och nyare tider (1854–1856). Sina levnadsminnen började han offentliggöra i Regnbågen (1882–1883).

## Personligt

### Familj
Ridderstad gifte sig första gången 17 november 1836 på Bottna i Roslagsbro socken med Sara Maria Hagtorn (1803–1844), dotter till bruksförvaltaren Per Hagtorn och Sara Rebecka Appelqvist. Sara Maria Hagtorn var änka efter bruksförvaltaren Mårten Wallin på Skebo bruk. Ridderstad och Hagtorn fick tillsammans barnen Carl Edvard Soldan Ridderstad (1837–1837), vice häradshövdingen Axel Ridderstad (1838–1878), Fredrika Maria Charlotta Ridderstad (1841–1841), översten Wilhelm Ridderstad (1843–1930) i armén och Knut Ridderstad (1844–1844).
Ridderstad gifte sig andra gången 16 november 1845 med Emilie Widoff (1823–1886), dotter till rådmannen Jakob Widoff och Fredrika Christina Berg. De fick tillsammans barnen kaptenen Henning Ridderstad (1846–1902) vid Andra livgrenadjärregementet, kaptenen Anton Ridderstad (1848–1933) vid Första livgrenadjärregementet och direktören Gunnar Ridderstad (1854–1910) vid Östgöta Correspondentens boktryckeri.

### Död

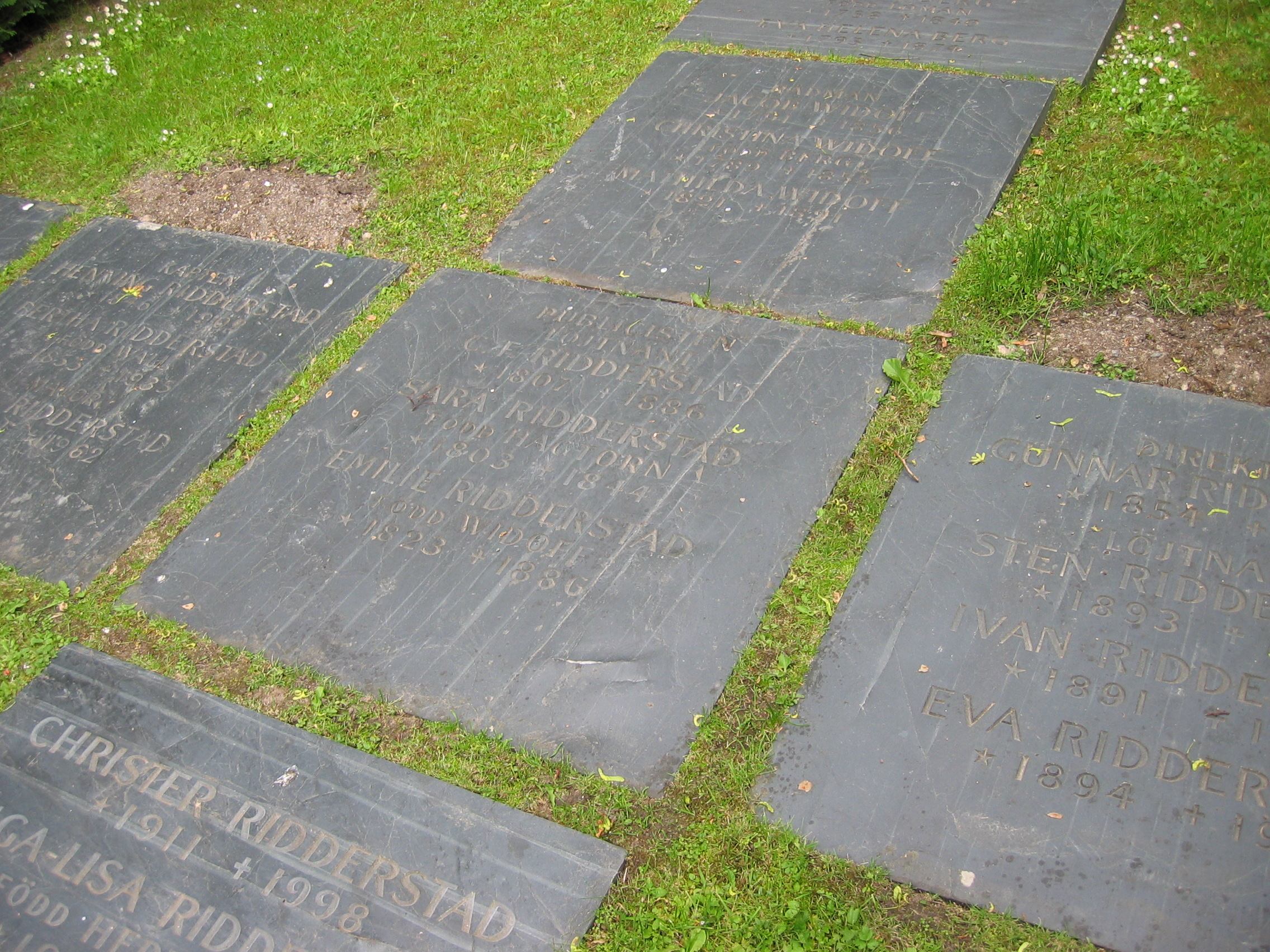
Stenen i mitten för publicisten löjtnant C. F. Ridderstad med hustrurna Sara (född Hagtorn, 1803–1844) och Emilie (född Widoff, 1823–1886).

Ridderstad avled den 12 augusti 1886. Han begravdes i familjen Ridderstads familjegrav i Linköping.

## Samlade skrifter
- Samlade dikter. D. 1–4 ANM: D. 4 (Stycke 1–32) makulerad af förf., ej utgifven (Linköping, 1855–1862)
- Samlade skrifter. Afd. 1:1–5 ; 2:1–2 (Linköping, 1876–1902)
- Svenska historiska romaner. 4 vol. (Stockholm, 1888) - Omfattar: 1, Drottning Lovisa Ulrikas hof; 2, Drabanten : roman; 3, Fursten; 4, Svarta handen